# 腓特烈一世 (神圣罗马帝国)
腓特烈一世（德語：Friedrich I；1122年—1190年6月10日）也被称为红胡子腓特烈（義大利語：Federico Barbarossa），或者巴巴罗萨（德語：Barbarossa，音译自意大利语的“红胡子”），属于霍亨斯陶芬王朝家族，罗马人民的国王（1152年－1190年在位）和神圣罗马帝国皇帝（1155年加冕）。他也是德意志的士瓦本公爵（称腓特烈三世，1147年起）和意大利的国王（1154年－1186年）。他的父亲是士瓦本公爵腓特烈二世，母亲是巴伐利亚的朱迪丝（属韦尔夫家族）。按亲属关系，他是國王康拉德三世的侄子。

## 国内政策
腓特烈一世像所有有才干的皇帝一样，试图在德意志境内驾驭桀骜不驯的诸侯。他在1158年颁布采邑法令，要求所有接受采邑者为皇帝服兵役。他的另一个重大举措是把大的诸侯领地分割成多块，因此在1156年将奥地利从巴伐利亚公国分出来，使之成为独立公国。腓特烈一世企图把王室直辖的领地连成一片，并仰赖家臣进行统治。通过迎娶勃艮第女伯爵贝亚特丽丝，他成为勃艮第-普法爾茨伯爵。

## 入侵意大利
腓特烈一世对意大利的强烈兴趣使意大利事务成为他生命中最主要的部分，也是其绰号的由来（在義大利語中，紅鬍子的譯音為巴巴羅薩，意思是這位入侵者在義大利殘殺無辜，讓義大利人的血染紅他的鬍子，由此可見意大利人與腓特烈之間的血海深仇）。
为征服伦巴第诸城市，使这些富饶地区成为帝国的税收来源，腓特烈一世长期执行侵略意大利的政策。他对意大利进行过5次军事入侵（1154年、1158年、1163年、1166年和1174年）。为巩固帝国在意大利统治，恢复德意志各公国的秩序。1153年与教宗达成康士坦斯协议，承诺保护教宗国，并帮助教宗夺取罗马的控制权。取得教宗的支持后，腓特烈一世对意大利进行六次远征并于1155年拿下罗马。1158年第二次占领米兰，并在意大利北部地区建立政权。然而这一举动导致他与教宗历山三世的长期斗争，西西里和教宗国組成伦巴第同盟，复叛的米兰还绑架了他的皇后貝亞特麗絲迫使她倒骑驴出城以为羞辱。1162年，腓特烈一世再征服米兰，并毁了其城防和教堂。
1167年腓特烈一世在图斯库卢姆之战中大败联军，攻入罗马，驱逐教宗历山三世，由对立教宗帕斯卡尔三世给贝亚特丽丝加冕为皇后。然而一场瘟疫席卷他的军队，导致他不得不班师回朝，途中还在苏萨遭遇了袭击，他扮作马夫丢下贝亚特丽丝逃跑了，贝亚特丽丝被俘直到次年获释。
1176年，伦巴第联盟（此时威尼斯和拜占庭也加入到联盟中）在莱尼亚诺战役中彻底打败腓特烈一世，迫使他在次年签订《威尼斯和约》，承认历山三世而否定帕斯卡尔三世，也不再称由后者加冕的貝亞特麗絲为皇后；并在1183年的康斯坦茨和约中承认地方城市拥有自由选举执行官的权利。不过腓特烈一世的意大利政策也取得一定成效。他不顾教宗乌尔巴诺三世的反对，通过安排儿子亨利与西西里王国的继承人科斯坦察结婚，使霍亨斯陶芬王朝最终取得对西西里的统治权。然而，正是西西里领地成为后来霍亨斯陶芬王朝与教宗残酷争斗的根源，这场争斗最终使霍亨斯陶芬家族被斩尽杀绝。

## 与亨利的斗争
虽然腓特烈一世和他的帝国威名赫赫，但在业已形成诸侯割据的德意志，他的中央集权政策仍然受到强有力的挑战。他的主要敌人和竞争对手是他的表弟也是曾经的好友萨克森公爵狮子亨利，亨利並在1156年兼领了巴伐利亚。1174年，由于狮子亨利拒绝参加对意大利的军事行动，腓特烈一世向亨利进攻并将之打败。亨利的大部分土地都被剥夺，只保住了不伦瑞克和吕讷堡（成为了后来的不伦瑞克-吕讷堡公国）。但腓特烈一世并未将狮子亨利被没收的领地划入王室领地，而是将它们分给了其他公爵。从此这就在德意志成为一种惯例，即被没收的公爵领地只能短期为皇帝所拥有。

## 十字军东征和去世
1189年，腓特烈一世在与教宗和解后，与英国国王理查一世和法国国王腓力二世一起领导了第三次十字军东征。然而，他最終未能到达圣地。在帶領德軍東征的途中，68歲的老皇帝在騎馬渡過薩列法河（Saleph，即中世紀拉丁語中對格克蘇河的稱謂）時，墮河溺亡，但關於腓特烈一世的死，後世也有不同的說法，馬基維利在其著作《佛羅倫薩史》提出：紅鬍子是因為在薩列法河中洗澡，受涼患病而亡；而據《安斯伯特》記載 皇帝不顧眾人的勸告，選擇游過河，被水流捲走；另外根據同時代的阿拉伯史學家伊本·艾西爾的說法，腓特烈一世下到河裡洗澡，結果淹死在水還不到他腰部的地方。
腓特烈一世死後，其兒子腓特烈六世率領的德意志殘軍，以及Géza大公率領的匈牙利軍，試圖將腓特烈一世大帝的遺體葬在耶路撒冷，他們並嘗試以醋保存腓特烈一世大帝的遺體，但最終失敗，結果腓特烈一世的肉最後被葬在安條克的聖彼得教堂，骨頭被葬在泰爾的禮拜堂；而心臟則安葬在大數的聖保羅堂。

## 家庭
- 福堡的阿得雷德（英语：Adelaide of Vohburg）（約1125–1187）：福堡藩侯迪波尔德三世（英语：Diepold III, Margrave of Vohburg）之女
- 貝亞特麗絲一世（1143–1184）：勃艮第-普法爾茨女伯爵（1148–1184）
  - 貝亞特麗絲（約1162年–約1179年）：沙隆伯爵紀堯姆二世夫人。
  - 腓特烈五世（1164–1170）：士瓦本公爵（1167–1170）
  - 海因里希六世（1165–1197）：神聖羅馬皇帝（1191–1197）
  - 腓特烈六世（1167–1191，原名康拉德）：士瓦本公爵（1170–1191）
  - 吉塞拉（1168–1184）
  - 奧托一世（1170–1200）：勃艮第-普法爾茨伯爵 （1190–1200）
  - 康拉德二世（1172–1196）：士瓦本公爵（1191–1196）
  - 雷諾（1173–1178）
  - 威廉（1175–1178）
  - 菲利普（1177–1208）：羅馬人的國王（1198年–1208年）
  - 阿格尼絲（1179–1184）